# La Luna de Madrid

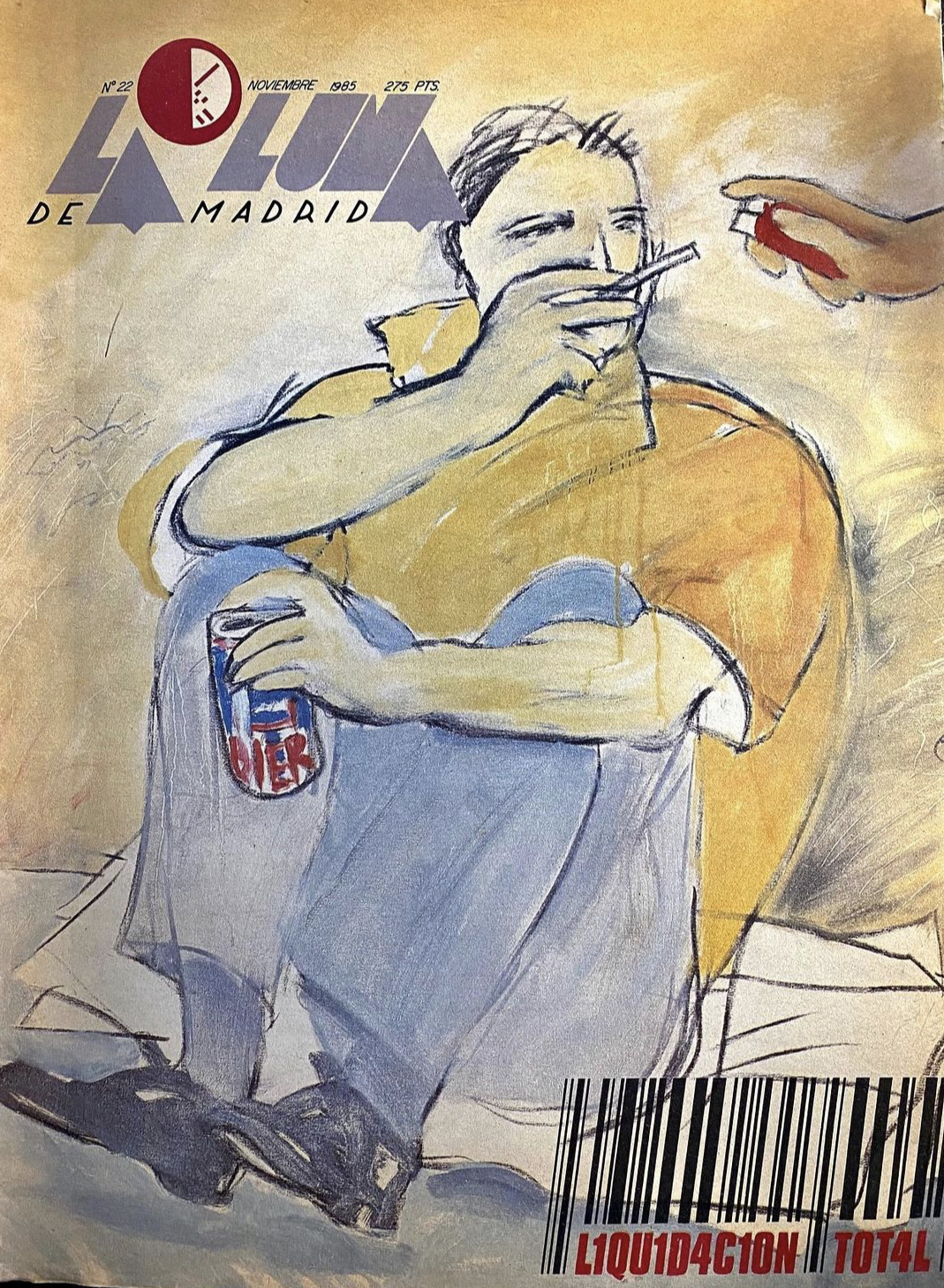
Portada n.º 22 de La Luna de Madrid. Autor Javier de Juan.

La Luna de Madrid fue una revista de Madrid publicada entre 1983 y 1988, vinculada a la Movida madrileña. No fue una revista de periodistas profesionales, o de grupos mediáticos, sino una revista de artistas, con una redacción abierta a colaboradores que, en una gran medida, desinteresadamente participaban en el producto que se hacía.

## Contexto histórico
Como proyecto de revista y de otros productos culturales, tuvo el enorme mérito intuitivo de saber poner acuerdo y de juntar voluntades y estilos de muchas personas, de muchos entonces candidatos a artistas, que pululaban en aquel Madrid enloquecido y divertido que aspiraba a salir de su complejo de Villa y Corte añeja.
Pronto se convirtió en un emblema de la modernidad y, sobre todo, de lo que se empezó a denominar como posmodernidad. El primer director de La Luna de Madrid y aglutinador del grupo fundador fue Borja Casani (1982-1985). El segundo director fue José Tono Martínez (1985-1987). El tercero y último fue Javier Timermans (1988).

## Características
Según la Biblioteca Nacional de España apareció publicada entre noviembre de 1983 y 1988, si bien existiría un número 0 que se remonta a 1982. La Luna de Madrid, descrita como una «revista de vanguardia», tenía un carácter coral y en cada número colaboraban cientos de artistas y creadores. Se hacía desde Madrid, pero no sólo para Madrid. Sus presentaciones atípicas y provocadoras recorrieron toda España. Llegó a vender 30 000 ejemplares mensuales en sus mejores momentos. Nunca una revista cultural independiente en España ha tenido ese impacto. Sus fiestas y conciertos anuales se convirtieron pronto en leyenda. 
Los años ochenta del pasado siglo, en el ámbito de la cultura, fueron el equivalente del cambio que política y socialmente se produjo a finales de los setenta, con el inicio de la transición democrática. Para la generación más joven de entonces, los ochenta supusieron una profundización de espacios de emancipación moral y de costumbres y, por encima de todo, una popularización y masificación de los mismos. 
Esto se hizo en la calle, pues fueron las calles los dedos de la ciudad tomada como metáfora del cuerpo. Así, los años de La Movida prefiguran toda una simbología cuyo epicentro es la calle y la ciudad recuperada como espacio y órgano de creación. Y el murmullo de época fue musical y nocturno. Y el reflejo de todo ello quedó plasmado en las revistas de la época. La Luna de Madrid fue la más importante de las que marcaron aquella época.
La carencia de medios, la ruina generalizada, la ausencia de un Estado protector y rico, se superaba con improvisación y espontaneidad. Los ochenta y lo que luego se popularizó como Movida son un canto optimista al presente. Y en ese sentido fueron un elemento desdramatizador y divertido que trasmitieron al mundo otra imagen de España, pero que también sirvió interiormente para relajar un panorama tensionado por problemas no resueltos en aquel periodo. 
La idea central de La Luna era que Madrid podía ser esa gran ciudad abierta, plural y divertida que todos estaban buscando. Se trataba de olvidar los complejos y de mirar de cara a cara a las otras grandes ciudades europeas. La vocación agip-prop e iconoclasta y el hecho de contar con auténticas masas de gente joven que sentían más o menos lo mismo hicieron que desde el n.º 1 La Luna de Madrid se convirtiera en el símbolo de aquel gran cambio cultural y de costumbres que estaba dándole la vuelta al país.

## Secciones
Un elemento central de la revista residió en el hecho de incluir en la revista todo tipo de secciones, artes plásticas incluyendo historieta, fotografía, publicidad y diseño, literatura, filosofía, moda, música, teatro, variedades, reportajes de ciudades, en fin, cualquier expresión artística, buscando en formatos de debates y otras iniciativas un espíritu de vasos comunicantes, interdisciplinar, poniendo a la gente en contacto con otros creadores, y siempre buscando un cierto aire provocador, transgresor. La Luna de Madrid, gracias a esa búsqueda de proximidad, se convirtió en una suerte de personaje activo de la propia ciudad. 

## Equipo
La sociedad fundadora de La Luna de Madrid fue Permanyare producciones S.A. El número cero apareció en 1982.
1.ª redacción (octubre de 1983 a julio de 1985). Director: Borja Casani. Subdirector: José Manuel Costa. Jefes de redacción: José Tono Martínez y Juan Carlos de Laiglesia. Redactores: Antonio Otiñano, Belén Nieto y Vicente Patón. Director de arte: José Luis Tirado. Maqueta: Toño Rodríguez. Otros miembros del personal: Fernando Cos Gayón, Javier Timermans, Gregorio Morales y Ramón Mayrata. Con posterioridad, José María Parreño, Jorge Berlanga, Carlos García Calvo, Gerardo Losada. Alicia González de Castro, Toni Roka, Eric Frattini, Juan Carlos, Javier Melero, Josep M. López Garí y Javier Rodríguez.
2.ª redacción (agosto de 1985 a diciembre de 1987). Director José Tono Martínez. Jefes de redacción: Javier Olivares (creador posteriormente de series como El Ministerio del Tiempo) , Sardinita, Pedro Calleja y Jorge Berlanga. Redactores: Javier Tímermans, Pierluigi Cattermole, Montxo Trelles, Rafael Soldevilla, Jonás Hernández, Cipriano Torres, Javier Rodríguez, Pedro Mansilla, Alfonso Álvarez Lorencio, Gerardo Losada y Luisa Martínez. Director de arte: Toño Rodríguez. Directora de publicidad: Victoria Achútegui. Jefe de publicidad: Agustín Villalba. Colaboradores: Javier de Juan, Carmen Rayego, Josep M. López Garí y Antonio Jiménez.
3.ª redacción (1988). Director: Javier Timermans. Redactores: Javier Olivares, Pedro Calleja, Jorge Berlanga, Carlos Ferrando, Montxo Trelles, Rafael Soldevilla, Javier Rodríguez, Pedro Mansilla, Alfonso Álvarez Lorencio, Gerardo Losada, Josep M. López Garí  y Luisa Martínez. Director de arte: Toño Rodríguez. Directora de publicidad: Victoria Achútegui. Jefe de publicidad: Agustín Villalba. Colaboradores: Javier de Juan.
Director gerente en las tres redacciones: Juan Ramón Martínez-Acha.